# Strange Highways
Albums de Dio
Lock up the Wolves
(1990) Angry Machines
(1996)
Strange Highways est le sixième album studio du groupe de heavy metal américain Dio.

## Liste des Morceaux
- Paroles & Mélodies par Ronnie James Dio.
- Musique par Ronnie James Dio, Jeff Pilson, Tracy G et Vinny Appice, sauf indication.

1. "Jesus, Mary & the Holy Ghost" (Dio, G, Pilson) – 4:13
2. "Firehead" – 4:06
3. "Strange Highways" – 6:54
4. "Hollywood Black" (Dio, G, Appice) – 5:10
5. "Evilution" – 5:37
6. "Pain" (Dio, G) – 4:14
7. "One Foot in the Grave" – 4:01
8. "Give Her the Gun" (Dio, G, Pilson) – 5:58
9. "Blood from a Stone" – 4:14
10. "Here's to You" – 3:24
11. "Bring Down the Rain" – 5:45

## Chartes

### Album
| Année | Album            | Position      | Position        |
| ----- | ---------------- | ------------- | --------------- |
| Année | Album            | Billboard 200 | UK Album Charts |
| 1994  | Strange Highways | #142          | #5              |

## Composition du groupe
- Ronnie James Dio - chants
- Tracy Grijalva - guitare
- Jeff Pilson basse & claviers
- Vinny Appice - batterie
- Illustration par Wil Rees